# Église Saint-Antoine de Poivres
L'église Saint-Antoine est une église située à Poivres, en France.

## Localisation
L'église est située sur la commune de Poivres, dans le département français de l'Aube.

## Historique
L'édifice est classé au titre des monuments historiques par arrêté du 29 juin 1912.

## Description
|  |

### liens externes
- Ressources relatives à la religion :   - Clochers de France
  - Observatoire du patrimoine religieux
- Ressource relative à l'architecture :   - Mérimée